# لارا (اسم)
لارا هو اسم علم شخصي مؤنث، هذا الاسم له معنى لاتيني معناه النبيلة أو الراقية وأيضاً عربي ومعناه النجمة المضيئة.

## الشخصيات
- لارا فابيان مغنية بلجيكية.
- لارا ترامب سيدة أعمال ومذيعة أمريكية.
- لارا طماش مذيعة أردنية.
- لارا دوتا ممثلة وعارضة أزياء هندية.
- لارا بلدي مصورة لبنانية مصرية.
- لارا أروابارينا لاعبة كرة مضرب إسبانية.
- لارا إسكندر مغنية مصرية أمريكية.
- لارا الصفدي ممثلة أردنية.
- لارا العبداللات ملكة جمال وناشطة أردنية.
- لارا باركر ممثلة أمريكية.
- لارا بولفر ممثلة إنجليزية.
- لارا بيلمونت ممثلة إنجليزية.
- لارا بينغل عارضة أزياء أسترالية.
- لارا جريس ممثلة أمريكية.
- لارا جوين كورنر ممثلة ألمانية.
- لارا جيدينجز سياسية أسترالية.
- لارا جو ريغان صحفية ومصورة أمريكية.
- لارا حبيب مذيعة لبنانية.
- لارا دبانة ملكة جمال وعارضة أزياء مصرية.
- لارا روبنسون ممثلة أسترالية.
- لارا زارا سياسية عراقية.
- لارا ستون عارضة أزياء هولندية إنجليزية.
- لارا سبنسر صحفية أمريكية.
- لارا سانت باول مغنية إريتيرية.
- لارا سانت جون عازفة كمان كندية.
- لارا ستوك لاعبة شطرنج ألمانية.
- لارا عليان مغنية أردنية فلسطينية.
- لارا غونزاليس لاعبة جمباز إسبانية.
- لارا غونزاليس أورتيغا لاعبة كرة يد إسبانية.
- لارا فلين بويل ممثلة أمريكية.
- لارا لوغان صحفية أمريكية جنوب أفريقية.
- لارا كوكس ممثلة أسترالية.
- لارا كيلر لاعبة كرة قدم سويسرية.
- لارا كيروز مغنية لبنانية.
- لارا نبهان مذيعة لبنانية.
- لارا وندل ممثلة وعارضة أزياء ألمانية.

### شخصيات خيالية
- لارا كروفت بطلة لعبة توم ريدر